# Michael Aschbacher
Michael Aschbacher (8 aprile 1944) è un matematico statunitense, professore al California Institute of Technology, conosciuto per i suoi contributi in teoria dei gruppi, soprattutto per ciò che riguarda la classificazione dei gruppi finiti semplici. Gli è stato assegnato il premio Cole nel 1980 ed il Premio Wolf nel 2012.